# Sonce
La Sonce est une rivière française de Normandie, dans les départements de la Manche et de l'Orne, affluent droit de l'Égrenne, donc sous-affluent de la Loire par la Varenne et la Mayenne.

## Géographie
La Sonce prend sa source au sud-est du territoire de la commune de Saint-Clément-Rancoudray, près des lieux-dits Sonces et la Barrière, à 302 m d'altitude  et prend la direction du sud-est puis de l'est jusqu'au site de la fosse Arthour où la rivière prend la direction du sud pour franchir une barre rocheuse. 
Elle se joint aux eaux d'un bras de l'Égrenne à Rouellé, à 119 m d'altitude, après un parcours de 16,8 km
entre Mortainais et Domfrontais.

### Communes et cantons traversées
Dans les deux départements de la Manche et de l'Orne, la Sonce traverse, de l'amont vers l'aval, les cinq communes de Saint-Clément-Rancoudray (source), Ger, Barenton, Saint-Georges-de-Rouelley, Rouellé (confluence).
Soit en termes de cantons, la Sonce prend source dans le canton du Mortainais, conflue dans le canton de Domfront en Poiraie, dans les arrondissements d'Avranches et d'Alençon.

### Bassin versant
La Songe traverse une seule zone hydrographique L'Egrenne de sa source au rau de Ranconnet (NC) (M311) de 170 km2 de superficie. Le bassin versant de la Sonce est donc plus petit que 170 km2.

## Affluents
La Sonce a deux affluents référencés :
- le ruisseau Saint-Laurent (rd), 5,9 km sur les trois communes de Barenton, Saint-Georges-de-Rouelley et Rouellé, avec un affluent :
  - le ruisseau de la Rouérie (rg), 1 km sur les deux communes de Barenton, Saint-Georges-de-Rouelley.

Donc son rang de Strahler est de trois.

## Aménagements et écologie
Sur son cours on trouve les lieux-dits le Pont Caillou, le Moulin de Rouellé, le Pont de la Crouillère, la Fosse Arthour, le Gué Safray, le Moulin Foulon, le Gué du Bois, le Moulin du Bois, le Gué.